# 黎以德
黎以德，GBS，JP（1960年10月29日—），香港公務員，官至首長級甲一級政務官，退休前為香港特區政府運輸及房屋局常任秘書長（運輸）。

## 簡歷
黎以德在1983年8月加入香港政府政務職系後，於2005年4月晉升為首長級乙一級政務官、2009年4月晉升為首長級甲級政務官、2014年4月晉升為首長級甲一級政務官。他曾在多個決策局及部門服務，包括民政科、工商科、地政總署、財政科、政務總署、經濟科、憲制事務科。黎以德所任的重要職位包括：
- 1997年10月年至2001年5月：教育統籌局副局長[2][3]
- 2001年5月至2003年3月：工業貿易署副署長
- 2003年3月至2006年12月：政制事務局副秘書長
- 2007年1月5日至2009年8月：工業貿易署署長[4]
- 2009年8月17日至2012年5月：運輸署署長[5]
- 2012年5月28日至2020年7月31日：運輸及房屋局常任秘書長（運輸）

黎以德在2020年10月獲頒金紫荊星章。

## 個人生活
黎以德的配偶是同樣為香港政府公務員的保安局前常任秘書長的黎陳芷娟。 
| 政府职务      | 政府职务                                   | 政府职务      |
| ------------- | ------------------------------------------ | ------------- |
| 前任： 何宣威 | 運輸及房屋局常任秘書長（運輸） 2012年—2020 | 繼任： 陳美寶 |
| 前任： 黃志光 | 運輸署署長 2009年—2012年                   | 繼任： 何淑兒 |
| 前任： 楊立門 | 工業貿易署署長 2007年—2009年               | 繼任： 關錫寧 |

## 外部連結
- 運輸及房屋局網頁：黎以德個人資料（页面存档备份，存于）